# Kaapse wilde vijg
De Kaapse wilde vijg (Afrikaans: Besemtrosvy; Engels: Broom cluster fig; wetenschappelijke naam: Ficus sur, voorheen bekend als Ficus capensis) is een boom die groot en spreidend kan worden. De boom wordt aangetroffen langs de gehele kust van Zuid-Afrika, vanaf Tsitsikamma, door KwaZoeloe-Natal, Swaziland en het Lageveld tot in Zimbabwe.
De vijgen worden 3 tot 4 cm groot in doorsnede en ze zijn roze, of rood gespikkeld wanneer ze rijp zijn. De vruchten worden in zware trossen op en nabij die stam aan de onderste takken gedragen. De vijgen kunnen gebruikt worden om jam van te maken. De bladeren zijn glad en hebben onregelmatige geschulpte randen.
... · 
F. benghalensis · 
F. benjamina (Waringin) · 
F. carica (Vijgenboom) · 
F. elastica (Indische rubberboom) · 
F. ingens · 
F. lyrata (Vioolbladplant) · 
F. racemosa · 
F. religiosa (Bodhiboom) · 
F. sur (Kaapse wilde vijg) · 
F. sycomorus (Egyptische vijgenboom) · 
...